# بال‌زن

بال‌زن «پتریکس مرغ آسمان» در حال پرواز.

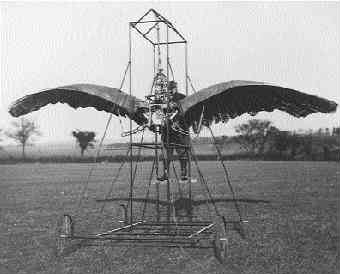
بال‌زن ساخت ادوارد پرکیس فراست. سال ۱۹۰۲.

بال‌زن (به انگلیسی: ornithopter) به وسایل پرنده‌ای گفته می‌شود که به کمک بال زدن از زمین جدا شده و پروازمی‌کنند.
طراحان بال‌زن‌ها می‌کوشند تا شیوه پرواز پرندگان، خفاش‌ها، و حشرات را به‌صورت مکانیکی تقلید کنند. بزرگی و کوچکی بال‌زن‌ها ممکن است متفاوت باشد اما در ساخت بال‌زن‌ها معمولاً تناسب‌هایی که بدن پرندگان و حشرات دارند رعایت می‌شود. بال‌زن‌های سرنشین‌داری هم ساخته شده و برخی نیز موفق به پرواز شده‌اند. بال‌زن‌ها دو گونه اصلی دارند: نوع موتوردار و نوع دیگر که به‌وسیله زور ماهیچه‌های خلبان آن به پرواز درمی‌آید.

## پیشینه
از همان دوران انسان پرنده ی افسانه‌ای دایدالوس در یونان باستان،مردم آرزوی پرواز در آسمان را داشتند برخی معتقد بودند که اگر بتوانند از پرندگان و بال زدن آنها تقلید کنند می توانند پرواز کنند.در حدود ۸۴۰ سال پس از میلاد و نیز در قرون وسطا افراد زیادی به خودشان بال بستند و صخره‌ ها و برج ها پریدند تا بتوانند پرواز کند اما به زمین خوردند و گاهی هم مرگ عاقبت این آزمایش جسورانه بود سپس در قرن پانزدهم میلادی لئوناردو داوینچی از ذهن خلاق خود برای کشف رموز پرواز استفاده کرد و  باور داشت انسان می‌تواند با یادگیری از پرندگان پرواز را یاد بگیردبنابراین او شروع به کشیدن طرح های اولیه از ماشین های بال مانندی که بال زن نامیده می‌شدند کرد. تا جایی که ما می‌دانیم،داوینچی هرگز سعی نکرد این ماشین را بسازد و متاسفانه این ماشین ها اصلا پرواز نمی کردند پرواز پرنده بسیار پیچیده‌تر از چیزی بود که حتی داوینچی درک کرده بود با این وجود این اولین تلاش علمی برای اختراع یک ماشین پرنده محسوب‌می‌شد.

## افسانه ی دایدالوس
در یک افسانه از یونان باستان دایدالوس اولین صنعتگری بود که یک هزارتوی افسانه‌ای برای شاه مینوس ساخت اما شاه او را به زندان انداخت تا راز ساخت آن فاش نکند اما دایدالوس با پسرش ایکاروس توانستند با بال هایی از موم و پر به آسمان رفته و فرار کنند؛ اما ایکاروس از شوق پرواز آن قدر بالا رفت که خورشید موم ها را ذوب کرد و ایکاروس به دریا افتاد.